# ロイド・コリガン
ロイド・コリガン（Lloyd Corrigan、1900年10月16日 - 1969年11月5日）は、アメリカ合衆国の俳優。

## 出演作品
- 必殺の銃口
- 復讐の二挺拳銃
- 謎の狼女
- ラスベガスの結婚騒動
- ステージドア・キャンティーン
- ターザン砂漠へ行く
- 暗黒街の顔役
- ヒットラーズ・チルドレン／恐怖の殺人養成所
- 悪の血統
- 若い科学者

## 参加作品
- 学園の告白
- 夜の鍵
- クカラチャ
- 翼破れて
- 龍の娘
- 赤い髪
- グリフィスの婚礼屋
- 南北珍雄腕比べ
- 娘十八運動狂